# Rudolf Wagner (politik)
Rudolf Wagner (8. února 1875 Turnov – ???) byl český a československý politik a senátor Národního shromáždění ČSR za Československou stranu národně socialistickou.

## Biografie
Profesí byl radou vrchního zemského soudu v Kutné Hoře.
V parlamentních volbách v roce 1925 získal za Československou stranu národně socialistickou senátorské křeslo v Národním shromáždění. V senátu setrval do roku 1929.